# Aloyse Klensch
Aloyse Klensch (* 24. April 1914 in Essingen; † 12. Juli 1961 in Luxemburg) war ein luxemburgischer Radrennfahrer.

## Sportliche Laufbahn
Klensch (auch Aloïs Klensch) war im Straßenradsport aktiv. Den Grand Prix François Faber gewann er 1937 und wurde Vizemeister im Straßenrennen bei den Unabhängigen. 1939 wurde er Vizemeister der Profis im Straßenrennen hinter Arsène Mersch. 1937 nahm er an der Tour de France teil und wurde 46. und damit Letzter im Endklassement. Er wurde symbolischer Träger der Lanterne Rouge. In der Tour de Suisse 1938 kam er auf den zweiten Platz hinter Giovanni Valetti und gewann die 1. Etappe.